# Louis-Nicolas Ménard
Louis-Nicolas Ménard (ur. 19 października 1822, zm. 9 lutego 1901) – francuski filozof, pisarz, malarz, poeta i wynalazca.